# Grafenmühle (Pappenheim)
Grafenmühle ist eine Wüstung auf dem Gemeindegebiet der Stadt Pappenheim im Landkreis Weißenburg-Gunzenhausen (Mittelfranken, Bayern). Grafenmühle lag in der Gemarkung Pappenheim. Der ehemalige Weiler hatte zuletzt 1961 5 Einwohner.

## Lage
Grafenmühle lag auf der Fränkischen Alb im Altmühltal zwischen dem Pappenheimer Gemeindeteil Niederpappenheim und dem Treuchtlinger Gemeindeteil Dietfurt. Fährt man von Pappenheim auf der Bundesstraße 2 in Richtung Dietfurt, wird 500 Meter nach einer scharfen Linkskurve das Areal zwischen der Straße und der Altmühl breiter; dort stand die Mühle, auf die kein Schild mehr hinweist. In der darauffolgenden Rechtskurve sieht man rechts den von Quellen gespeisten Stauweiher der einstigen Mühle.

## Geschichte
Die Mühle gehörte, wie schon ihre Bezeichnung aussagt, im Heiligen Römischen Reich den Grafen von Pappenheim. 1783 ist in einer Hofbeschreibung des Bergnershofes bei Dietfurt von ihr die Rede. Bei der territorialen Neustrukturierung im neuen Königreich Bayern kam die Grafenmühle 1808 innerhalb des bis 1848 bestehenden Justizamtes Pappenheim als Herrschaftsgericht I. Klasse zum Steuerdistrikt Dietfurt. Nach Pappenheimer Bemühungen kam die Grafenmühle mit Niederpappenheim 1831 zur Stadtgemeinde Pappenheim.
Die Mühle war eine Mahlmühle mit nebenstehender Sägemühle, ein Wirtshaus und ein landwirtschaftlicher Betrieb. Die Sägemühle, die durch eine Zuleitung von der bis zu ihrer Korrektion 1913 nahe an der Grafenmühle vorbeifließenden Altmühl angetrieben wurde, arbeitete bis 1871, die Mahlmühle, die unter anderem Dinkel, Roggen, Weizen und Gerste verarbeitete, wurde bis 1914 betrieben. Das Wirtshaus existierte bis in die 1970er Jahre. 1996 galten die Gebäude als „halbverfallen“ und wurden 1999 abgerissen. Nur der Flurname „Grafenmühle“ hat sich erhalten. In einem südlich gelegenen Steinbruch wird der „Altenbürger Kalkstein“ abgebaut. Das an der Grafenmühle befindliche gräfliche Sommerhaus, eine hölzerne Gartenlaube, steht seit 1986 auf einem Privatgelände beim alten Wasserturm im 12 km entfernten Schernfeld.

### Einwohnerzahlen
- 1818: 6 Einwohner[8]
- 1824: 5 Einwohner[8]
- 1861: 7 Einwohner, 2 Gebäude[11]
- 1950: 7 Einwohner[8]
- 1961: 5 Einwohner, 2 Wohngebäude[2]